# Ana Malagon
Ana Malagon Zaldua (San Sebastián, 1978) escritora y especialista en servicios digitales. Estudió Comunicación Audiovisual en Pamplona. En la actualidad trabaja en servicios y productos digitales.

## Recorrido literario
Tiene un blog propio donde publica artículos llamado Samuraitasuna. Fue en Internet donde comenzó publicando microrrelatos. En el 2014 dio el salto y además de escribir en internet, publicó su primer libro de microrrelatos.
Lasai, ez da ezer gertatzen fue su primera obra publicada en el 2014. Libro compuesto por 160 microrrelatos. A pesar de la diversidad de relatos el libro mantiene una unidad temática ya que son relatos donde prevalece el ambiente urbano y global. De la misma manera los relatos tienen una estructura semejante a los "bertsos" ya que los relatos finalizan con un golpe. La ironía también está muy presente en estos cuentos.
Su segundo libro vio la luz en el 2017, Gelditu zaitezte gurekin. Se trata de un libro formado por catorce narraciones. El eje narrativo gira en torno al concepto del "Cuidado". Son cuentos que reflejan la sociedad de nuestra época, y se puede añadir que son relatos realistas.
Ana Malagón colabora de vez en cuando en prensa, redactando columnas y relatos en periódicos como Hirutxuloko Hitza y Berria.
Ha participado en 2019 en el festival de relatos cortos de Wroclaw (Polonia) Opowiadania International Short Story Festival.

## Obra publicada
- Lasai, ez da ezer gertatzen (Elkar, 2014)
- Gelditu zaitezte gurekin (Elkar, 2017)